# Hardert

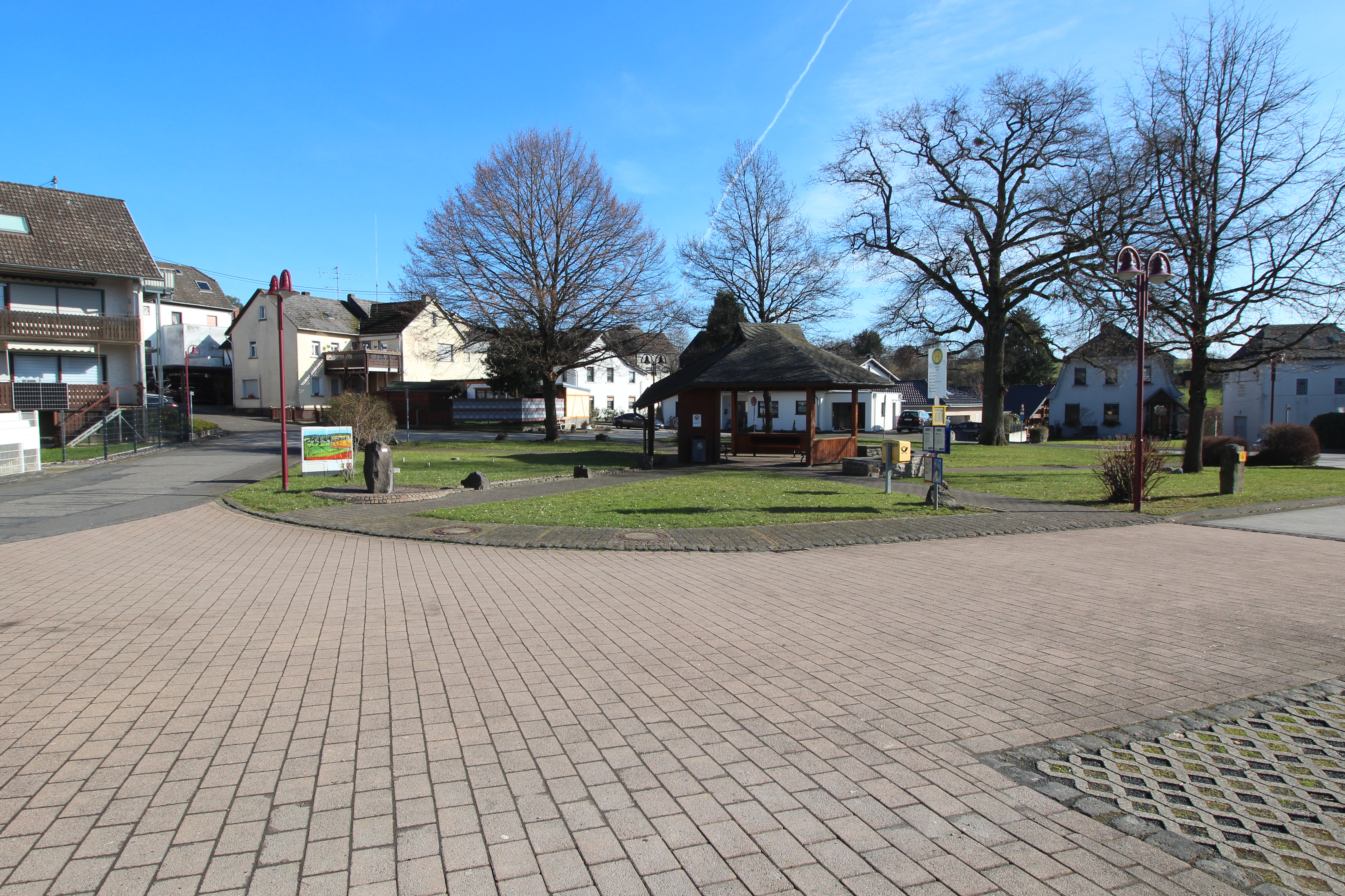
Ansicht von Hardert

Hardert ist eine Ortsgemeinde im Landkreis Neuwied im Norden von Rheinland-Pfalz. Sie gehört der Verbandsgemeinde Rengsdorf-Waldbreitbach an. Hardert ist ein staatlich anerkannter Luftkurort.

## Geographische Lage
Der Ort liegt im Westerwald nordöstlich von Rengsdorf und erstreckt sich östlich und oberhalb des Birzenbachs. Westlich grenzt der Staatsforst Dierdorf an, nördlich erhebt sich der Steinkopf (386 m ü. NHN).

## Geschichte
Im Jahr 1321 wird der Ort als Harterode erstmals in einer Pachturkunde
des Stifts St. Kastor in Koblenz genannt.
Der Ortsname, der später auch Hartenrode oder Hartert lautet, beinhaltet die mittel-hochdeutschen Wörter „hart“ und „-rode“. „Hart“ war die Bezeichnung für Hochwald oder Bergwald, „-rode“ weist darauf hin, dass die Siedlung auf gerodetem Gelände errichtet wurde, wobei sich die Silbe „-rode“ sich zu der heutigen Endsilbe „-ert“ verändert hat.
Das Geschlecht derer von Hartenrode oder Hardert stirbt im Jahr 1553 mit Johann von Hartenrade aus. Danach kommt Hardert in den Besitz der Grafen zu Wied.
Über Jahrhunderte wurde Hardert von Land- und Forstwirtschaft geprägt. In der zweiten Hälfte des 20. Jahrhunderts ging die Zahl der landwirtschaftlichen Betriebe stark zurück.
Kulturdenkmäler
Siehe Liste der Kulturdenkmäler in Hardert
Bevölkerungsentwicklung
Die Entwicklung der Einwohnerzahl von Hardert, die Werte von 1871 bis 1987 beruhen auf Volkszählungen:
| Jahr | Einwohner |
| 1815 | 160       |
| 1835 | 256       |
| 1871 | 290       |
| 1905 | 319       |
| 1939 | 347       |
| 1950 | 397       |

| Jahr | Einwohner |
| 1961 | 396       |
| 1970 | 447       |
| 1987 | 632       |
| 1997 | 771       |
| 2005 | 850       |
| 2023 | 876       |

## Politik

### Bürgermeister
Heiko Schlosser wurde am 19. Juni 2019 Ortsbürgermeister von Hardert. Bei der Direktwahl am 26. Mai 2019 war er mit einem Stimmenanteil von 72,60 % für fünf Jahre gewählt worden. Er wurde im Juni 2024 wiedergewählt.
Schlosser ist Nachfolger von Rainer Philippi, der nicht erneut kandidiert hatte.

### Wappen
| Wappen von Hardert | Blasonierung: „Das in Rot gehaltene Wappen zeigt zwei schräggekreuzte, gestürzte Schwerter mit silbernen Klingen und goldenen Griffen, davon der linke in Form von drei Viertel eines Kleeblattkreuzes. An beiden Seiten befindet sich je ein goldenes Eichenblatt mit nach außen gewandter Eichel und unten eine goldene Kornähre mit zwei abgebogenen Blättern.“ |
| Wappen von Hardert | Wappenbegründung: Die Schwerter deuten auf das niederadlige Geschlecht derer von Hartenrode hin, von denen sich auch der Ortsname Hardert herleitet. Sie sind auch auf Siegeln eines Heinrich von Hardert (1483) und Johann von Hardert (1523 und 1543) abgebildet. Die Eichenblätter versinnbildlichen den Waldreichtum und die Ähre den Ackerbau der Gemeinde. Die Farben Rot und Gold sind aus dem Wappen der Grafen, später Fürsten zu Wied entlehnt, zu deren territorialem Besitz Hardert lange gehörte. Das Wappen wurde 1981 von der Bezirksregierung Koblenz genehmigt. |

## Wirtschaft und Infrastruktur

### Verkehr
- Westlich der Gemeinde verläuft die B 256 von Neuwied nach Altenkirchen.
- Die nächste Autobahnanschlussstelle ist Neuwied (#36) an der A 3.
- Der nächstgelegene Bahnhof ist der Bahnhof Neuwied an der rechten Rheinstrecke; die nächsten ICE-Halte sind Koblenz Hauptbahnhof an der linken Rheinstrecke und Bahnhof Montabaur an der Schnellfahrstrecke Köln–Rhein/Main.